# District de Luba
Le district de Luba (en espagnol : distrito de Luba) est un district de Guinée équatoriale, constitué par la partie occidentale de la province de Bioko-Sur, sur l'île de Bioko. Il a pour chef-lieu la ville de Luba. Le recensement de 1994 y a dénombré 9 242 habitants.